# اندا
اندا، روستایی از توابع بخش اشکنان شهرستان لامرد در استان فارس ایران است.

## جمعیت
این روستا در دهستان اشکنان قرار دارد و بر اساس سرشماری مرکز آمار ایران در سال ۱۳۸۵، جمعیت آن ۱۲ نفر (۶ خانوار) بوده‌است.